# Megaselia setacea
Megaselia setacea är en tvåvingeart som först beskrevs av Aldrich 1892.  Megaselia setacea ingår i släktet Megaselia och familjen puckelflugor.
Artens utbredningsområde är South Dakota. Inga underarter finns listade i Catalogue of Life.